# Nannolene corticolens
Nannolene corticolens är en mångfotingart som beskrevs av Chamberlin 1951. Nannolene corticolens ingår i släktet Nannolene och familjen Cambalidae. Inga underarter finns listade i Catalogue of Life.